# Syndrome de la tête qui explose
 (mars 2014).
 Mise en garde médicale
Décrit pour la première fois en 1920 par le médecin et psychiatre gallois Robert Armstrong-Jones, le syndrome de la tête qui explose (EHS, Exploding Head Syndrome) est un trouble du sommeil, faisant partie des parasomnies plus précisément hypnagogiques. Isabelle Arnulf le décrit comme un état de conscience particulier intermédiaire entre celui de la veille et celui du sommeil qui a lieu durant la première phase du sommeil : l'endormissement va impliquer des hallucinations au cours du sommeil. Cela peut aussi arriver au moment de la transition inverse lors d'un réveil nocturne.
Une parasomnie se définit par l'apparition de manifestations physiques survenant lors de la transition veille/sommeil. Le somnambulisme est une des parasomnies les plus fréquentes. Citons également la paralysie du sommeil au cours duquel les personnes atteintes se croient paralysées et les sexsomnies conduisant alors à des pratiques sexuelles qu'elles ne maîtrisent pas.

## Épidémiologie
La fréquence du trouble est mal connue et peu de cas ont été publiés.
En effet, selon une étude avec 40 étudiants à Washington manifestant ce trouble, cela peut apparaître une fois dans la vie à plusieurs fois par nuit dans le pire des cas. De plus, selon le docteur en psychologie Brian Sharpless, auteur d'étude et d'ouvrages sur le sujet, ce syndrome toucherait davantage les femmes que les hommes.

## Un trouble méconnu à l'heure actuelle
Bien que le syndrome de la tête qui explose ait été décrit il y a un siècle environ, les connaissances sont limitées car ce trouble est rare et les cas recensés sont tous différents. On ne sait pas qui des hommes ou des femmes, des jeunes ou des plus âgés sont les plus touchés. « Il n'y a pas de profil type pour le syndrome de la tête qui explose », affirme le Pr Isabelle Arnulf.

## Diagnostic
Le symptôme que l’on voit apparaître est l’apparition d’hallucinations visuelles, ou signe d’épilepsie car le sommeil et les crises semblent reliées de nombreuses manières selon les médecins (crise = changement soudain et incontrôlable de la conscience, des actions ou des sensations).

### Aspects cliniques
Il s'agit du retentissement soudain d'un bruit fort, d'une impression d'explosion dans la tête chez un sujet sur le point de s'endormir ou légèrement endormi.
Le bruit ne s'accompagne jamais de douleur, ce n'est pas une céphalée. Par contre s'y associe très fréquemment l'apparition d'une sensation de flash lumineux, et des manifestations végétatives réactionnelles : sensation de difficultés respiratoires, palpitation ou même fourmillements sur le haut du crâne. Pour certains, il donne même l'impression qu'un dictionnaire leur tombe sur le haut de la tête sans ressentir de douleurs. Il survient alors un réveil en sursaut comme si la tête explosait.[style à revoir]
« Les personnes atteintes de ce trouble sont terrifiées car ce sont des expériences très intenses », confirme au Figaro le Dr Brian Shapless, professeur de psychologie à l'Université de l'état de Washington (États-Unis) et auteur d'une étude sur ce syndrome, publiée dans la revue Sleep Medicine Reviews.

### Examens complémentaires
La plupart du temps, si le symptôme est isolé, il n'est pas nécessaire de pratiquer une polysomnographie. Si elle est réalisée, on ne retrouve aucune anomalie de structure du sommeil.
Une évaluation neuropsychologique peut être proposée, ne retrouvant pas de pathologie psychiatrique, mais souvent des éléments anxieux.

## Conséquences néfastes psychologiques sur le bien-être et le cycle du sommeil
Face à ces bruits de porte qui claque, de feux d'artifice ou de fusillades, « certaines personnes évitent le moment du coucher ou même leur chambre, d'autres pensent qu'ils deviennent fous ou qu'ils font des attaques.
Ces événements peuvent aussi engendrer des situations qui font sourire: « Un homme entendait une grosse explosion dans sa tête tous les soirs. En pensant que c'était les voisins qui claquaient la porte de l'ascenseur, il a écrit un mot mais les bruits ont continué. Après s'être disputé avec tous ses voisins, l'homme est parti à la campagne et là encore il a entendu les explosions », raconte au Figaro le Pr Isabelle Arnulf, neurologue et directrice de l'unité des pathologies du sommeil à l'hôpital de la Pitié-Salpêtrière.

## Physiopathologie
Elle est bénigne et indolore. « C’est comme quand votre ordinateur s’éteint, mais quelque chose se produit et au lieu que la partie de votre cerveau qui contrôle l’audition et la vue ne s’éteigne, elle s’active ».
Les causes de cette parasomnie restent quelque peu inconnues mais certaines études montrent que des éléments de stress et d'anxiété pourraient participer à leurs apparitions, sans être catégoriques.
Selon Brian Sharpless, l’hypothèse la plus convaincante est que le cerveau ne parviendrait pas à ’s’éteindre’ correctement. « Au lieu de s’éteindre, certains groupes de neurones seraient en fait activés et nous feraient percevoir des bruits soudains. Des facteurs comportementaux et psychologiques » (fatigue, stress, anxiété, insuffisance de sommeil) « pourraient aussi jouer un rôle, et si votre sommeil est naturellement perturbé, le phénomène aura plus de chances de se produire », explique le spécialiste. Mais pour le moment, les études se basant sur des électroencéphalogrammes n’ont permis de documenter que des manifestations du syndrome durant des périodes de somnolence, et non de sommeil profond. Les chercheurs espèrent que leurs travaux inciteront les personnes souffrant de la tête qui explose à se manifester auprès d’eux afin de mieux comprendre ce trouble du sommeil.
Il s'agirait d'un problème relatif à un retard de désactivation de la zone corticale ou à la désactivation défaillante des groupes de neurones servant à entendre, dont la transition veille/sommeil favoriserait au contraire anormalement l'activation.
Une autre hypothèse évoque un dysfonctionnement des canaux calciques sur une mutation du chromosome 19.

## Traitement
En matière de traitement, là encore le doute persiste. Des études montrent l'effet bénéfique de certains antidépresseurs mais la méditation ou la relaxation sont aussi efficaces. « Expliquer aux patients que c'est bénin suffit à le rassurer et à faire passer les hallucinations », concluent les deux spécialistes dont nous avons parlé plus tôt.
Dans le cas d’une épilepsie : un traitement par les médicaments (antiépileptiques) est proposé et il faut découvrir les facteurs engendrant le déclenchement de ces crises.